# Qt
Qt je prosto in odprtokodno ogrodje za razvoj aplikacij, ki tečejo na več platformah, in se uporablja predvsem za razvoj grafičnih uporabniških vmesnikov (v tem primeru je Qt knjižnica gradnikov), lahko pa se z njim razvija tudi programe brez grafičnega vmesnika. Uporablja standardni programski jezik C++, katerega s pomočjo posebnega pred-procesorja (imenovange Meta Object Compiler) obogati. Qt je moč prek povezovalnih vmesnikov uporabljati tudi iz drugih programskih jezikov.
Qt je najbolj znan po uporabi v programih kot so na primer KDE, VLC Media Player, Opera, Skype, Google Earth, Autodesk Maya in Wolfram Mathematica. Qt je tudi glavno razvojno ogrodje na platformi MeeGo in to postaja tudi na platformi Symbian.

## ProgramPozdravljen, svet
```
#include
 
<QtGui>

int
 
main
(
int
 
argc
,
 
char
 
*
argv
[])

{

    
QApplication
 
app
(
argc
,
 
argv
);
          
// program z dogodkovno zanko

    
QLabel
 
label
(
"Pozdravljen, svet!"
);
    
// oznaka z besedilom

    
label
.
show
();
                          
// prikažemo oznako

    
return
 
app
.
exec
();
                     
// zaženemo dogodkovno zanko

}

```

Program se prevede in izvede po naslednjem postopku:

1. Ustvarite mapo Pozdravljen
2. Zgornjo kodo skopirajte in shranite kot Pozdravljen.cpp v mapo Pozdravljen
3. V mapi Pozdravljen poženite
  1. qmake -project
  2. qmake
  3. make/gmake/nmake (odvisno od prevajalnika)
4. Poženite ./release/Pozdravljen (ali release\Pozdravljen.exe v Windows)